# 帶廣市立帶廣第一中學校
帶廣市立帶廣第一中學校（日语：／），是一所位於日本北海道帶廣市的公立（市立）中學校。

## 學生人數
截至2022年（令和4年）5月18日，该校有在校生484人，其中一年级161人、二年级157人、三年级166人。

## 社團活動
2022年
- 棒球社
- 足球社
- 男子軟式網球社
- 女子軟式網球社
- 女子排球部
- 桌球部
- 冰球社
- 男子羽毛球社
- 女子羽毛球社
- 男子籃球社
- 女子籃球社
- 美術社
- 合唱社
- 交響樂社
- 冰球社（混合隊伍）

## 外部連結
- 帯広市立帯広第一中学校 （页面存档备份，存于）